# Handball Erice
L'Handball Erice, nota come AC Life Style Handball Erice per motivi di sponsorizzazione, è una società di pallamano femminile con sede a Erice, in provincia di Trapani. Milita in Serie A1, la massima serie nazionale del campionato italiano di pallamano femminile.

## Storia
La società viene fondata nel 2019, la squadra viene regolarmente iscritta al campionato di Serie A2 per la stagione sportiva 2019-2020. L'Handball Erice termina la stagione sportiva vincendo il girone D della Serie A2 da imbattuta con 12 vittorie su 12 partite giocate, viene promossa in Serie A1 assieme a tutte le altre prime dei rispettivi giorni senza passare per i playoff dato che la FIGH decide di chiudere anticipatamente il campionato per motivi di sicurezza legati al Covid. Esordisce nella massima serie nella stagione 2020-2021 arrivando quarta nella classifica finale, alle semifinali dei playoff e alla semifinale della Coppa Italia. Nella stagione 2021-2022 vi è l'esordio europeo per la squadra partecipando all'EHF European Cup dove si ferma al secondo turno. Nella stagione 2022-2023 si classifica seconda in Serie A1 raggiungendo la finale dei playoff perdendola ma portando a casa il primo trofeo nazionale della società, la Coppa Italia. Nella stagione 2023-2024 l'Handball Erice replica esattamente la posizione in campionato, la finale playoff e la vittoria della Coppa Italia aggiungendo però la vittoria della Supercoppa Italiana e il raggiungimento degli ottavi di finale di EHF European Cup. Nell'aprile del 2024 arrivà l'ufficialità da parte della dirigenza della nascita della Polisportiva HE composta dalla Handball Erice per la pallamano e dalla A.S.D. Fenice Volley per la pallavolo e nel settembre 2024, durante lo svolgimento del XXI Premio Saturno, è stata annunciata l'entrata all'interno della polisportiva dell'Accademia Calcio Trapani per il calcio.

## Palmarès

### Competizioni nazionali
- Serie A2: 1

2019-2020 (girone D)
- Coppa Italia: 3

2022-2023, 2023-2024, 2024-2025
- Supercoppa Italiana: 2

2023, 2024

## Organigramma
- Michele Ingardia - Presidente
- Norbert Biasizzo - Vice presidente
- Edina Borsos Szabó - Direttore tecnico e Supervisor
- Vittoria Abbenante - Communication Manager
- Giuseppe Gianni - Marketing
- Valentina Messina - Segreteria
- Luca Geminiani - Direttore sportivo
- Antonella Curatolo - Dirigente Accompagnatore
- Fabrzio Maltese - Team manager
- Antonella Coppola - Responsabile settore giovanile
- Giovanni Deodato - Responsabile Beach Handball

## Rosa 2025-2026

### Giocatrici
Rosa, numerazione e dati sono presi dal sito ufficiale
| N° | Naz.                   | Ruolo | Sportivo                    | Anno |  |  |
| -- | ---------------------- | ----- | --------------------------- | ---- |  |  |
| 1  | Brasile (bandiera)     | P     | Chana Masson                | 1978 |  |  |
| 24 | Italia (bandiera)      | P     | Martina Iacovello           | 1993 |  |  |
| 3  | Italia (bandiera)      | A     | Chiara Priolo               | 2006 |  |  |
| 4  | Argentina (bandiera)   | A     | Nicole Bernabei             | 1997 |  |  |
| 11 | Italia (bandiera)      | A     | Giulia Losio                | 1997 |  |  |
| 14 | Argentina (bandiera)   | A     | Melina Cozzi                | 1987 |  |  |
| 22 | Brasile (bandiera)     | A     | Alexandra                   | 1981 |  |  |
| 26 | Argentina (bandiera)   | A     | Lucia Dalle Crode           | 1998 |  |  |
| 27 | Italia (bandiera)      | T     | Francesca Di Prisco         | 1997 |  |  |
| 29 | Brasile (bandiera)     | T     | Gabriela Pessoa             | 1994 |  |  |
| 86 | Spagna (bandiera)      | A     | Alexandrina Cabral          | 1986 |  |  |
|    | Italia (bandiera)      | P     | Maira De Marinis            | 2007 |  |  |
|    | Italia (bandiera)      | T     | Alessia Zizzo               | 2006 |  |  |
|    | Italia (bandiera)      | T     | Ramona Manojlović           | 2002 |  |  |
|    | Bielorussia (bandiera) | P     | Maryia Traian               | 2000 |  |  |
|    | Italia (bandiera)      | T     | Irene Fanton                | 1994 |  |  |
|    | Argentina (bandiera)   | PV    | Valentina Martínez Bizzotto | 1998 |  |  |
|    | Romania (bandiera)     | T     | Alexandra Severin           | 1998 |  |  |
|    | Argentina (bandiera)   | T     | Macarena Gandulfo           | 1993 |  |  |
|    | Norvegia (bandiera)    | T     | Silje Nilsen                | 2002 |  |  |
|    | Croazia (bandiera)     | T     | Sara Sablić                 | 2000 |  |  |

### Staff
- Allenatore:  Cristina Cabeza
- Vice allenatore:  Bruno Tronelli
- Preparatore atletico:  Mattias Matzeu Malchau
- Preparatore dei portieri:  Marina Pellegatta
- Mental coach:  Riccardo Togni
- Mental coach:  Gabriele Bani